# Motrona Kotchoubeï
Motrona Vasylivna Kotchoubeï (en ukrainien : Мотрона Василівна Кочубей ; en russe : Матрёна Васильевна Кочубей / Matriona Vassilievna Kotchoubeï), née en 1688 à Dikanka (Oblast de Poltava) et décédée le 20 janvier 1736 (oblast de Poltava), est la fille du général Vasyl Kotchoubeï. Elle fut follement éprise de l'hetman Ivan Mazepa.

## Famille
Fille de Vasyl Kotchoubeï et de son épouse Lioubov Joutchenko.
En 1707, elle épousa Semen Vasylyovytch Tchouïskevitch (1670-1744). Fils de Vasyl Tchouïskevytch. Colonel au Régiment Nejinski.

## Biographie

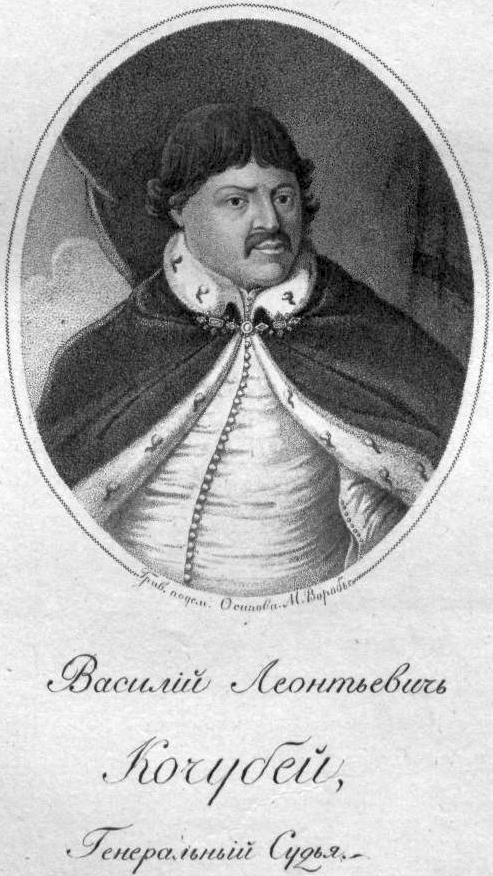
Vasyl Kotchoubeï.

Motrona Kotchoubeï avait pour ascendant Küçük, un bey tartare de Crimée. Elle naquit à Poltava en 1688 dans une famille de la noblesse ukrainienne, propriétaire de domaines à Dykanka.
En 1681, son père, Vasyl Kotchoubeï fut régent du bureau militaire, de 1687 à 1699, il occupa les fonctions de secrétaire général, en 1694, il fut nommé au poste de général en justice (juge en chef) de l'hetmanat Cosaque et en 1700, il fut élevé au rang de (stolnik) (Стольник). Elle fut la cadette de la famille, son parrain fut l'hetman des Cosaques Ivan Stepanovitch Mazepa. (Selon certaines sources, elle fut la fille illégitime du commandant des Cosaques d'Ukraine). Ses parents lui donnèrent une solide éducation, en outre, elle fut une jeune fille d'une grande beauté. Âgée de 16 ans elle s'éprit de son parrain alors âgé de 65 ans. Sa première rencontre avec l'hetman eut lieu sur le domaine familial de Kovalitsi. Veuf depuis 1702, en 1704, Ivan Mazepa demanda la main de la jeune Motrona, mais Vassili Leontievitch considérant cette union incestueuse refusa (sa fille était la filleule de l'hetman). Sur l'insistance de sa mère, la jeune fille fut envoyée dans un monastère. Mais, en chemin, Motrona prit la fuite et se réfugia auprès de l'hetman. Afin d'éviter tout conflit avec les parents de sa filleule, Ivan Mazepa renvoya Motrona au domicile de ses parents. Ivan Mazepa adressa de nombreuses lettres et offrit des cadeaux à la jeune fille. Dans de nombreuses lettres (12) adressées à Motrona, il maudissait ses parents et les insultait. Mais avec le temps, la flamme de la passion s'éteignit. En 1707, Motrona Kotchoubeï épousa Semion Vassilievitch Tchouïskevitch.

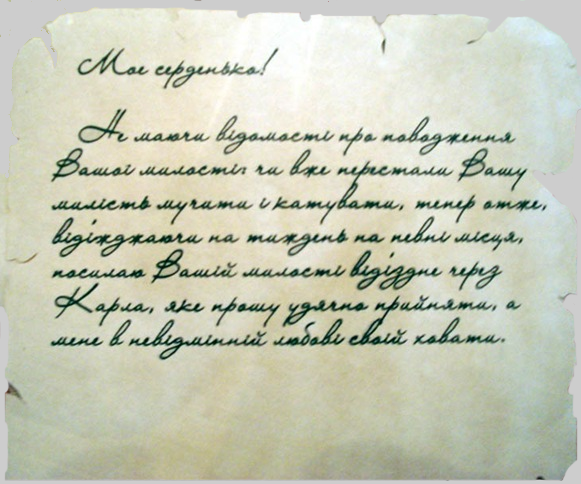
Lettre de l'hetman Ivan Mazepa adressée à Motrona Kotchoubeï

Après la trahison et l'exécution de Vasyl Kotchoubeï, son épouse et ses enfants furent exilés. En 1709, les membres de la famille Kotchoubeï furent graciés. 
Le 8 juillet 1709, aux côtés de l'hetman Ivan Mazepa, Semen Tchouïskevytch prit part à la bataille de Poltava. La même année, il fut exilé en Sibérie, Motrona suivit son époux.

## Décès et inhumation

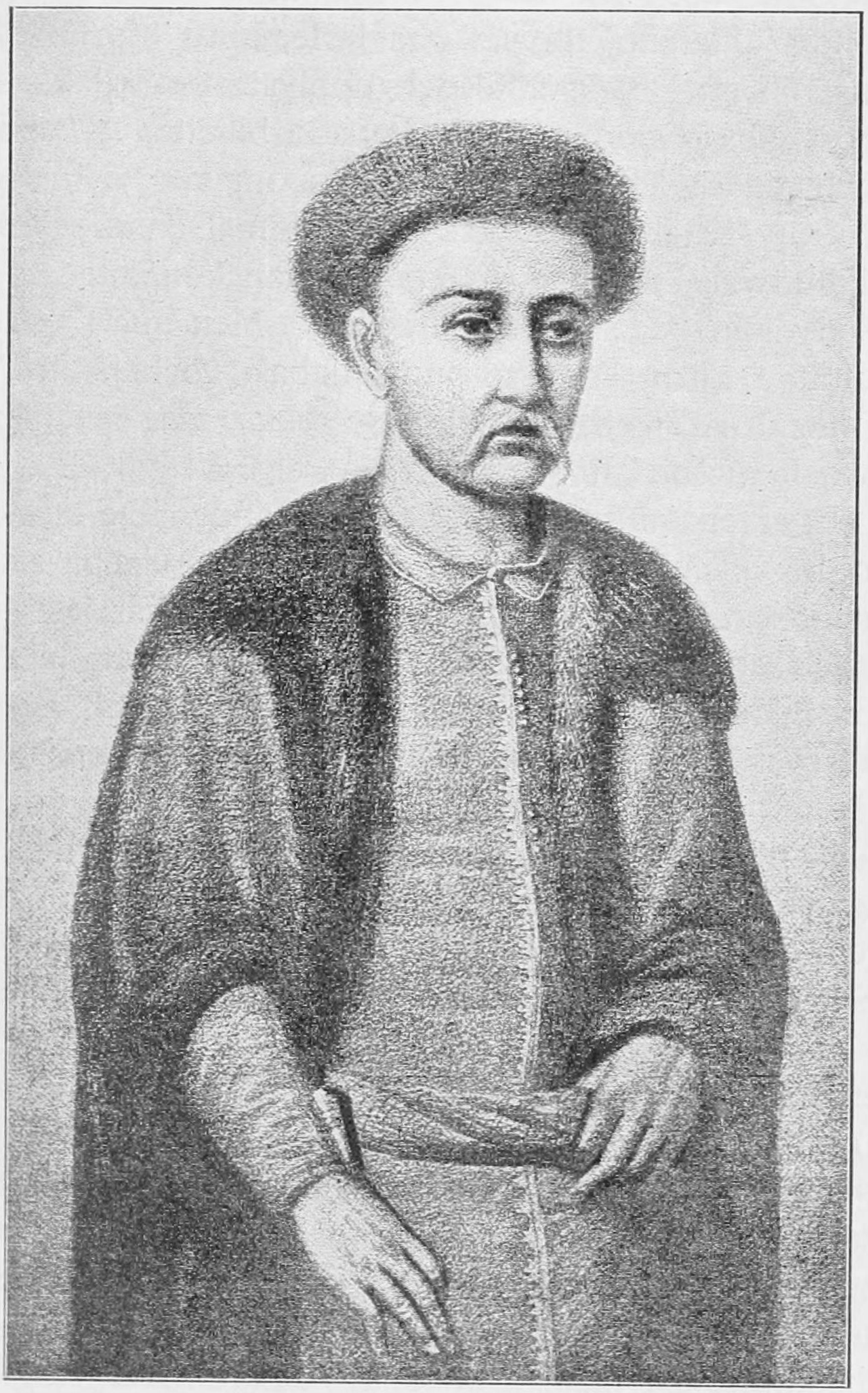
Portrait d'Ivan Mazepa (début du XVIIIe siècle)

De retour en Ukraine, Matriona Vassilievna Kotchoubeï prit le voile, elle prit le nom de sœur Melania. De 1733 à 1736, Matriona Vassilievna Kotchoubeï fut mère supérieure au monastère Nijinski à Pouchkarivski près de Poltava. Elle décéda le 20 janvier 1736. Elle fut inhumée dans le cimetière du monastère.

## L'image dans l'historiographie et la littérature
Matriona Vassilievna Kotchoubeï dans le poème Poltava d'Alexandre Sergueïevitch Pouchkine a pour prénom Maria.
D'après le livret de Viktor Petrovitch Bourenine et le poème de Pouchkine, le compositeur Piotr Ilitch Tchaïkovski composa Mazeppa, dans cet opéra, Matriona Vassilievna Kotchoubeï a pour prénom Maria.